# Anaxarcha tianmushanensis
Anaxarcha tianmushanensis es una especie de mantis de la familia Hymenopodidae.

## Distribución geográfica
Se encuentra en China.